# Asnières-sur-Vègre
Asnières-sur-Vègre é uma comuna francesa na região administrativa do País do Loire, no departamento de Sarthe. Estende-se por uma área de 12.64 km². Em 2010 a comuna tinha 414 habitantes (densidade: 32,8 hab./km²).